# Hidulfo de Moyenmoutier
Santo Hidulfo ou Santo Odulfo (m. c. 11 de julho de 707) foi, segundo a tradição, bispo de Tréveris e monge fundador da  Abadia de Moyenmoutier. Segundo as crónicas suas contemporâneas, Hidulfo não foi bispo de Tréveris nem abade de Moyenmoutier.
Antes de ter sido ordenado bispo de Tréveris c. 666, foi abade no mosteiro de Saint-Dié-des-Vosges. É provável que tenha sido bispo missionário no que é hoje a Alemanha. A certa altura da sua vida, viveu como eremita nas montanhas e pouco depois, c. 676, fundou um mosteiro em Moyenmoutier, onde as suas relíquias são conservadas numa capela desde 1854. Esse mosteiro seguiu, no início uma regra mista, baseada na Regra de São Bento e na  Regra de São Columbano.
No século XVII foi escolhido como copadroeiro da congregação beneditina de Saint-Vanne et Saint-Hydulphe.